# 더샵스타시티
더샵스타시티(영어: The Sharp Star City)는 대한민국 서울특별시 광진구 자양동에 있는 초고층 아파트 단지다. 2003년에 착공하여 2006년에 완공하였고 2007년에 개장하였다. 최저 35층, 최고 58층까지 있으며 지하 3층까지 있다. 지역지구는 준주거지역, 지구단위계획구역, 중심지 미관지구이며 아파트 1,177세대 및 오피스텔 133실이 있다.
건물용도는 판매 및 영업시설, 문화 및 집회시설, 운동시설, 업무시설(오피스텔), 공동주택이며 구조는 철골, 철근 콘크리트이다. 주변에는 롯데시네마, 스타시티몰, 이마트, 롯데백화점, 더클래식500, 국민은행, 광진문화예술회관, 건대입구역이 있다.

## 역사
개발 및 계획 전에는 건국대학교 야구장부지가 있는데 그것은 포스코건설이 개발해 사라져버렸다. 2003년에 착공하여 2006년 더클래식500이 완공되기 전에 더샵스타시티가 완공되었고 2007년에 입주가 시작되었다.

## 단지 구성
다음은 더샵스타시티의 단지 구성이다.
| 건물 | 층수 | 높이 |
| ---- | ---- | ---- |
| A동  | 58층 | 196m |
| B동  | 35층 | 155m |
| C동  | 50층 | 177m |
| D동  | 45층 | 173m |

## 특징
아파트 방은 3개가 있고 욕실은 2개, 면적은 56평, 전용면적은 42평이다. A동이 가장 높고 B동이 가장 낮고 고급 주상복합 아파트이며 호텔급 고급 주복으로도 유명하다.
더샵스타시티의 아파트 단지에는 연예인들이 거주하고 있다.  엑소 시우민, 최강창민, 비, 이휘재, 손담비, 이미숙, 채연, 희철, 윤민수, 손연재, 원빈, 최홍만, 장동건, 고소영부부, 슈퍼주니어 등이 입주하여 살거나 살았던 아파트로 알려져 있고 최순실의 조카인 장시호도 제주도로 가기 전에 이 아파트에서 거주했던 것으로 알려져 있다. SBS 직원 모씨도 여기에 거주중으로 알려져 있다.

## 내부 시설
로비가 있고 아파트 등이 있으며 그 외의 시설인 커뮤니티 시설도 있다. 휘트니스, 도서관, 비즈니스센터, 클럽하우스, 멀티미디어룸, 독서실등 입주민을 위한 커뮤니티 시설이 있다.
| 층수                | 시설       |
| ------------------- | ---------- |
| 2층 ~ 58층          | 아파트 등  |
| 1층                 | 로비       |
| 지하 3층 ~ 지하 1층 | 지하주차장 |

## 갤러리

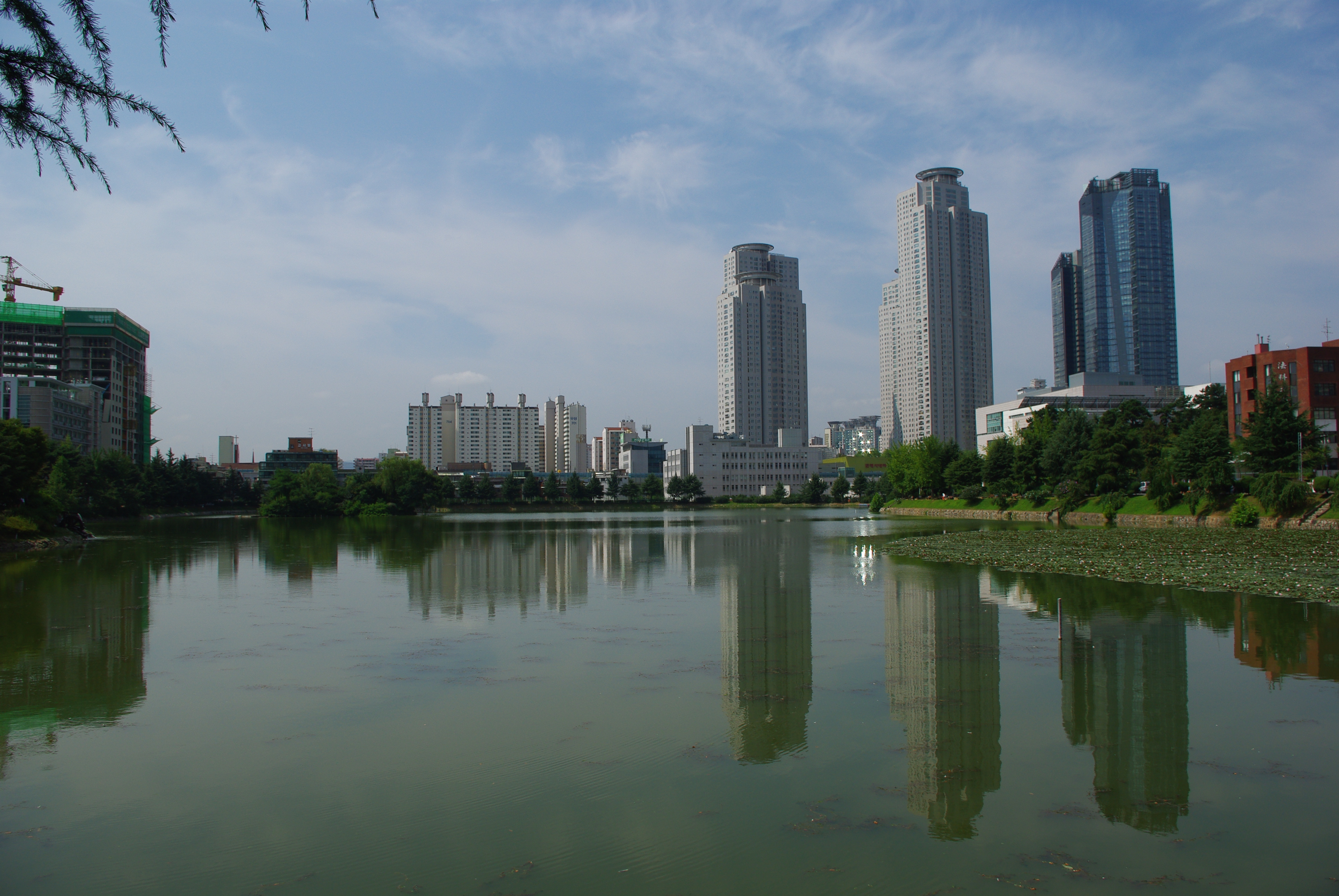
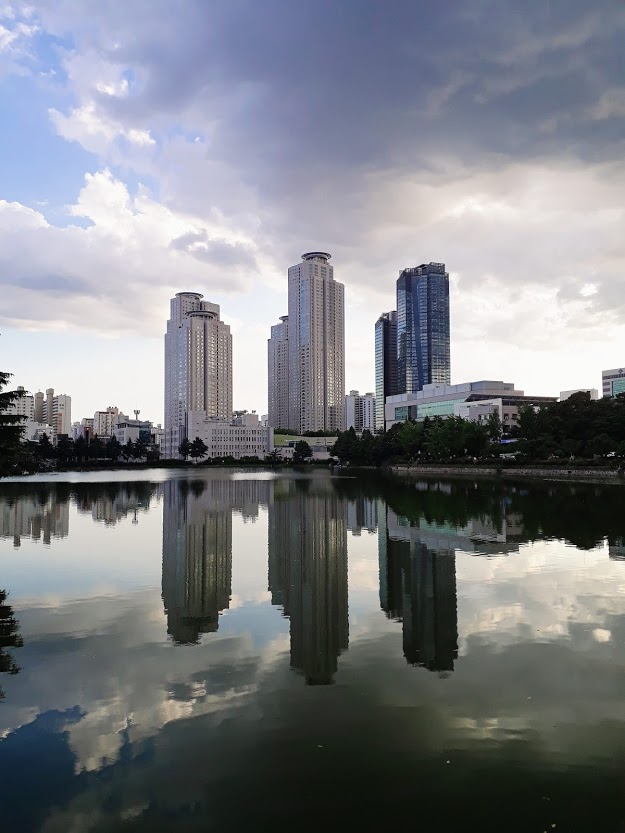
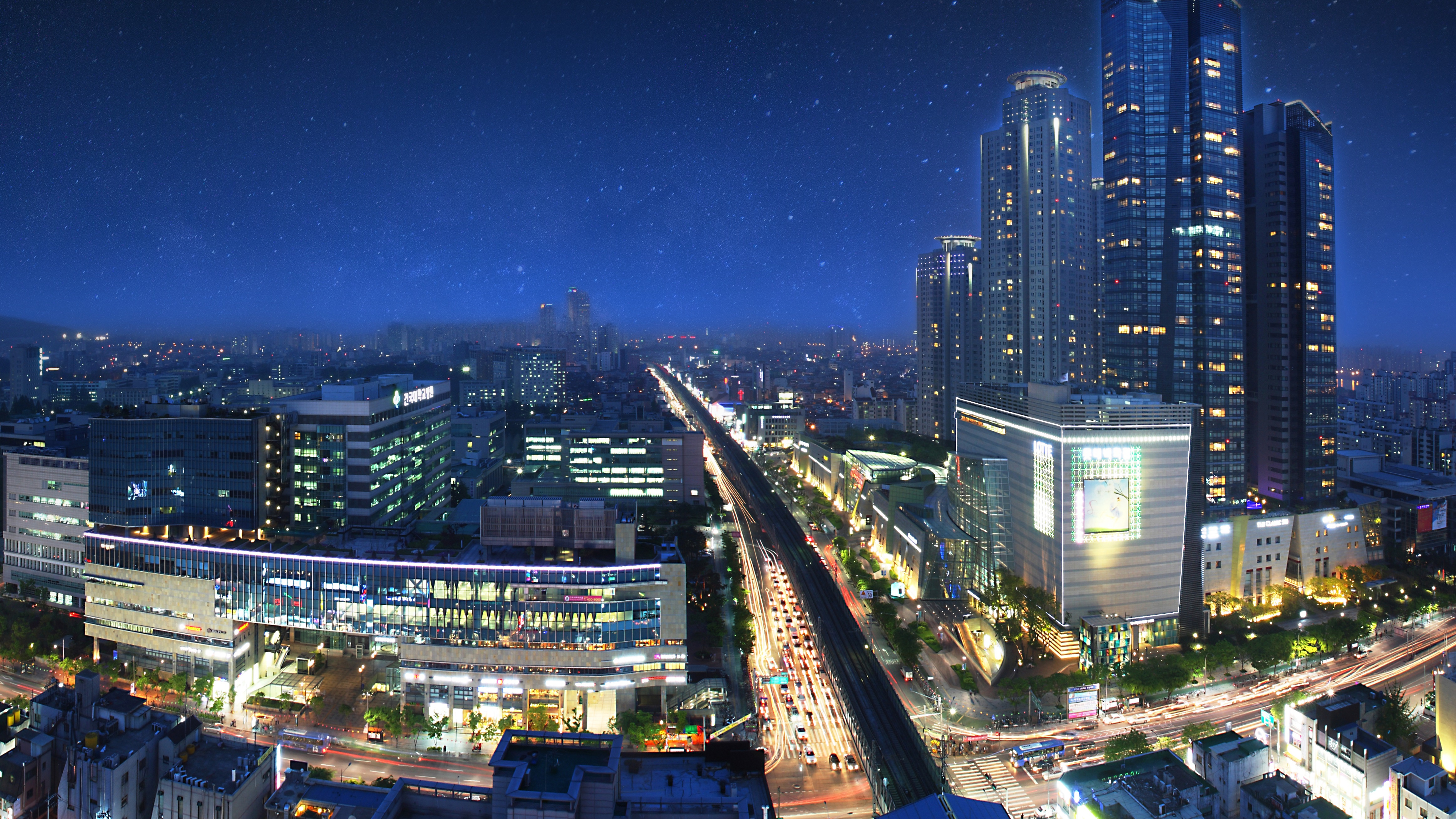

## 같이 보기
- 스타시티몰
- 대한민국의 마천루 목록
- 서울특별시의 마천루 목록